# Governatorato Centrale
Il Governatorato Centrale è un ex governatorato del Bahrein con 303.918 abitanti (stima 2008). Il governatorato è stato soppresso nel 2014, e il suo territorio spartito tra i governatorati Settentrionale, Meridionale e della Capitale.
Il capoluogo del governatorato era Al Mintaqah al Wusta che è anche la città più popolata. Il governatorato era situato nel Nord del paese e confinava con altri governatorati del Bahrein come quello settentrionale, meridionale e quello della capitale. Il territorio è pianeggiante e viene bagnato dal mare solo a est nel golfo del Bahrein situato nel golfo Persico dell'Oceano Indiano.